# دورین درون
دورین دِرون (رومانیایی: Dorin Dron؛ زاده ۲۷ فوریه ۱۹۲۰–۳۰ آوریل ۱۹۹۴) بازیگر، کارگردان نمایش و مترجم اهل رومانی بود.

## گزیدهٔ نقش‌آفرینی‌ها

### سینما
- پیامبر، طلا و اهالی ترانسیلوانی (۱۹۷۸)
- حادثه (۱۹۷۶)
- انفجار (۱۹۷۳)
- با دست‌های پاک (۱۹۷۲)

### تلویزیون
- بادبان‌های برافراشته (۱۹۷۷)